# Bulbophyllum nemorosum
Bulbophyllum nemorosum es una especie de orquídea epifita  originaria de Brasil. 

## Taxonomía
Bulbophyllum nemorosum fue descrita por (Barb.Rodr.) Cogn. y publicado en Flora Brasiliensis 3(5): 608. 1902.
Etimología
Bulbophyllum: nombre genérico que se refiere a la forma de las hojas que es bulbosa.
nemorosum: epíteto latino que significa "de los bosques".
Sinonimia
- Didactyle nemorosa Barb.Rodr.[3][4]